# Рафаель Корреа
Рафае́ль Вісе́нте Корре́а Дельга́до (ісп. Rafael Vicente Correa Delgado, *6 квітня 1963) — президент Еквадору 2007-2017. За освітою — економіст, за часів президентства свого попередника, Альфредо Паласіо Гонсалеса, обіймав посаду міністра фінансів та економіки країни.

## Біографія
Рафаель Вісенте Корреа Дельгадо народився 6 квітня 1963 року у великому портовому місті Гуаякілі, економічної столиці країни, розташованому на узбережжі Тихого океану.
Закінчив факультет економіки університету міста Гуаякиля, потім здобув ступінь магістра в галузі економіки в університетах США та Бельгії. 2002 року в Іллінойському університеті (США) здобув ступінь доктора економіки.
Рафаель Корреа не був відомим широкій громадськості до свого призначення на посаду міністра економіки Еквадору, яку посідав з квітня по серпень 2005 року. Через 106 днів після призначення пішов у відставку на знак незгоди з втручанням міжнародних кредитних організацій в ухвалення урядових рішень.
Опинившись поза урядом, Корреа став дуже популярною фігурою, і створив власну політичну партію Alianza PAIS («Альянс Країна»), проголосивши своїм завданням побудову «соціалізму XXI століття». З такою програмою він пішов на президентські вибори в листопаді 2006 року і переміг у другому турі з результатом у 56 % голосів, став 55-м президентом Еквадору.

### На посаді президента
Перемігши на виборах, Корреа негайно розпочав політичні реформи. Ще під час виборчої кампанії він пропонував скликати конституційні збори для розробки нового основного закону країни. Йому довелося вступити в конфлікт з більшістю чинного на той момент Конгресу, в якому переважала опозиція. 15 квітня 2007 йому вдалося провести перший референдум — про скликання конституційної наради, що було схвалено понад 80 % виборців.
В остаточному вигляді конституція, що складається з 494 статей, була презентована 24 липня 2008, і набула чинності 20 жовтня 2008 року. Нова конституція розширює права президента, роль держави в управлінні економікою і розпорядження природними багатствами країни, забороняє перебування на території Еквадору іноземних військових баз. Вона гарантує всім еквадорцям безплатний доступ до медицини й освіти.
Корреа є принциповим противником неоліберальної економічної доктрини і виступає за реалізацію власної моделі розвитку — «Соціалізму XXI століття». Проведена ним радикальна реформа конституції була спрямована на те, щоб забезпечити незалежний політичний курс країни, активну участь громадян в управлінні державою, суверенітет над природними ресурсами, гарантії політичних прав еквадорців, рівний доступ до системи освіти та охорони здоров'я. Конституція встановлює «соціальну солідарну економіку, що дає змогу дотримуватися динамічного балансу між суспільством, державою і ринком в гармонії з природою».
Рафаель Корреа вигнав з країни низку бізнесменів, у тому числі із США, а також представників Світового банку та МВФ, звинувативши їх у втручанні у внутрішні справи і насадженні неправильної економічної політики. І відразу після перемоги на референдумі він оголосив усім іноземним нафтовидобувним компаніям, що вижене з країни і їх, якщо ті допустять скорочення нафтовидобутку і не будуть робити інвестиції в нафтовий сектор. Він змінив принципи оподаткування нафтових компаній з тим, щоб до державного бюджету надходило якомога більше доходів.
Рафаель Корреа є одним з трьох ліворадикальних президентів у Південній Америці — поряд з Уго Чавесом і Ево Моралесом, які проводять приблизно схожу політику — рішуча зміна конституцій з метою розширення президентських повноважень, щоб безперешкодно здійснювати потрібні реформи.
26 квітня 2009 на президентських виборах в Еквадорі Корреа був переобраний на другий строк. Відповідно до нової конституції країни глава держави обирається на термін чотири роки і може бути переобраний один раз. Таким чином, Корреа має великі шанси зберегти за собою президентське крісло до 2017 року.
17 лютого 2013 року Корреа переміг на чергових президентських виборах вже в першому турі, а його партія здобула більшість місць у парламенті країни.
Аналізуючи підсумки правління Корреа, більшість спостерігачів погоджуються в тому, що він приніс в Еквадор довгоочікувану стабільність, нагадуючи, що жоден з його попередників, починаючи з 1995 року, не пробув на цій посаді повний президентський термін.

### Особисте життя
Корреа знає англійську та французьку мови, може також пояснюватися мовою індіанців кечуа — в молодості майбутній президент працював місіонером-добровольцем у поселеннях кечуа в еквадорських Андах.
Одружений з бельгійкою Анне Мальєрбе, у пари троє дітей.